# Estação Central da Polícia, Bristol

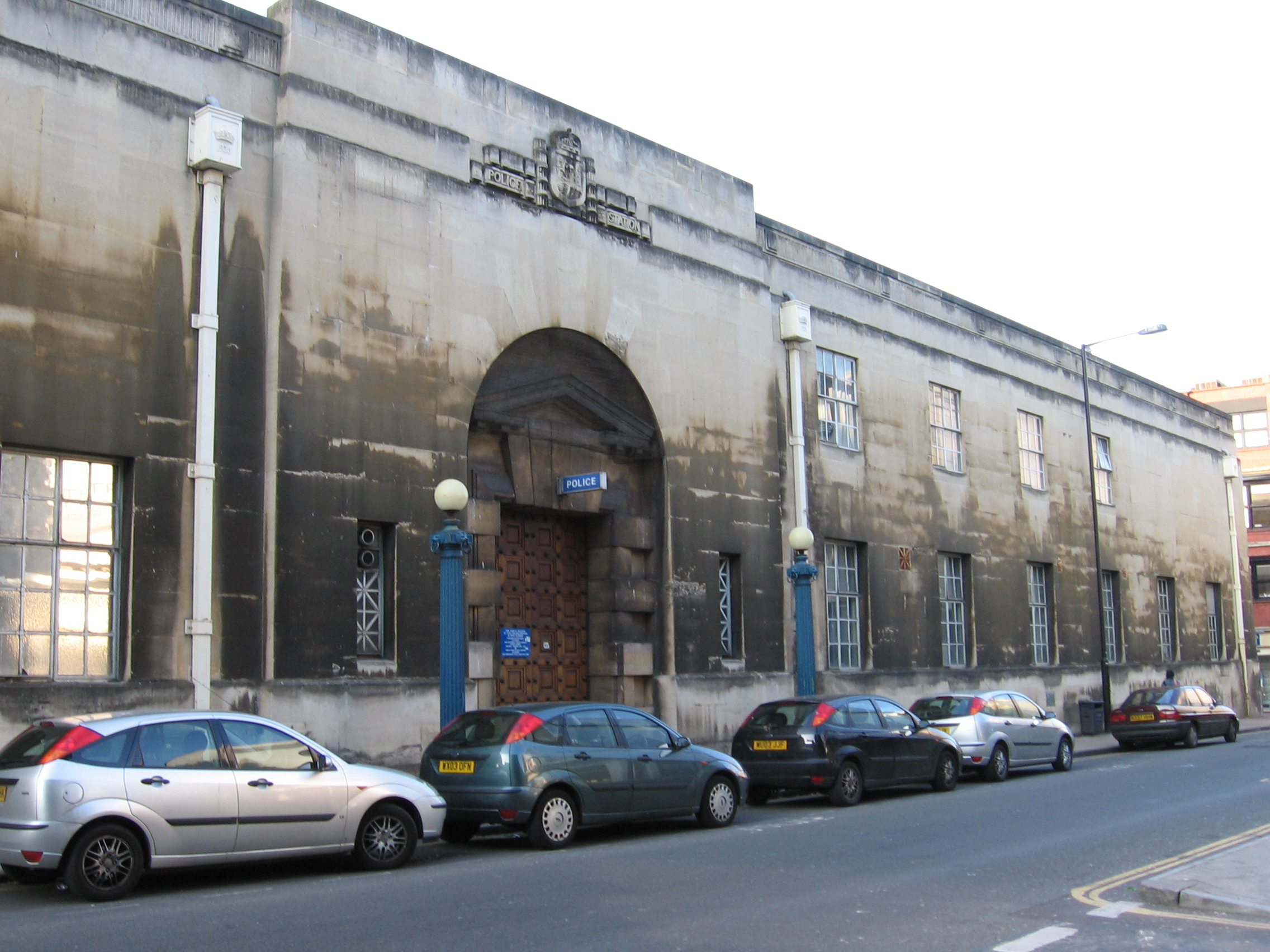
Estação Central da Polícia em Bristol.

A Estação Central da Polícia, em Bristol. Também conhecida como Bridewell, é um edifício histórico na Nelson Street, Broadmead, Bristol, Inglaterra. Foi inaugurado em 1928 e encerrou suas funções apenas em 2005.

## História
A Estação foi construída em 1928 por Ivo Jones e Percy Thomas e abriu-se como uma estação da policia em 1930, perto do local de uma estação anterior. Os edifícios vizinhos abrigavam tribunais e uma estação dos bombeiros. Ele parou de funcionar em agosto de 2005.
Ele possui dois andares e 12 janelas na faixada

## Usos atuais e futuros
Em dezembro de 2007, realizou-se uma exposição de graffiti no prédio, para arrecadar fundos para o Hospital da Criança de Bristol. Nesta exposição, houve a presença de 70 artistas e uma obra de arte foi doada por Banksy para a causa.

Atualmente, o prédio é um lar temporário para o Espaço Da Vida e Espaço da Art ;